# Новокасторное
Новокасто́рное — посёлок городского типа в Касторенском районе Курской области России.
Образует одноимённое муниципальное образование посёлок Новокасторное со статусом городского поселения как единственный населённый пункт в его составе.
Узловая железнодорожная станция Касторная-Новая на линии Елец — Валуйки (на Донбасс), обслуживающая и линию Воронеж — Курск — Киев.

## История
Посёлок городского типа — с 1989 года.

## Население
| 2002  | 2009  | 2010  | 2012  | 2013  | 2014  | 2015  |
| ----- | ----- | ----- | ----- | ----- | ----- | ----- |
| 2508  | ↘2098 | ↘2014 | ↘1943 | ↘1872 | ↘1830 | ↘1779 |
| 2016  | 2017  | 2018  | 2019  | 2020  | 2021  |       |
| ↘1728 | ↘1700 | ↘1672 | ↘1636 | ↘1610 | ↘1594 |       |

## Промышленность
- Предприятия железнодорожного транспорта (дистанция пути), рельсосварочный поезд № 27,закрыт в феврале 2015 г.
- Метеорологическая станция , не действует.
- Касторенские РЭС